# Национальная библиотека Мавритании
Национальная библиотека Мавритании — центральная библиотека Мавритании, находится в Нуакшоте. Была официально основана в 1962 году, но, фактически, начала работу в 1965 году.

## История
После провозглашения независимости Мавритании в июле 1962 года был принят закон о библиотеках, который создал библиотечную сеть. В июне 1963 года был принят закон об обязательном экземпляре для Национального архива. Организатором Национальной библиотеки Мавритании был Адам Хеймовский, поляк, проживавший в Швеции, который впервые приехал в Мавританию в 1964 году в качестве эксперта ЮНЕСКО. После консультаций с представителями мавританских властей и визита в Сенегал, где в городе Сен-Луи хранились мавританские коллекции, Хеймовский подготовил проект нового закона, который был принят в 1965 году. На должность директора была предложена Лирване Нгама, получившая образование в сфере библиотечного дела в Париже. Поскольку она принадлежала к племени фульбе и плохо говорила по-арабски, директором библиотеки стал профессор Мохтар Ульд Хамидун, а Нагама — куратором. После ухода Хамидуна на пенсию в 1967 году Нагама заняла пост директора, а на её место пришёл Умар Диувара. Изначально библиотека располагалась в административных зданиях, только в 1972 году она была переведена в здание, построенное при содействии Китая и до сих пор располагается там, деля его с Национальным музеем.

## Фонды
Библиотека имеет право на получение обязательного экземпляра: по два экземпляра всех печатных изданий, изданных в Мавритании (книги, журналы, брошюры, открытки, плакаты, карты, музыкальные произведения, фотографии, фильмы и т. д.).
В соответствии с законом 1965 года в Национальную библиотеку поступил 3751 том сочинений по географии, истории и культуре Мавритании и Западной Африки, перевезённые из Сен-Луи. В начале 1965 года в библиотеку поступило около 400 книг от ЮНЕСКО. В конце 80-х годов в библиотеке было около 10000 томов и 4000 рукописей.